# Bagageudlevering
I lufthavnsterminaler er bagageudlevering et område, hvor ankommende passagerer henter  deres indchecket bagage efter at være kommet ud af et fly.Lignende systemer bruges også på togstationer, der betjenes af virksomheder, der tilbyder indcheckede bagage, såsom Amtrak i USA.